# Javier Sosa Briganti
Javier Sosa Briganti (Montevideo, 15 de febrero de 1956-Asunción, 24 de noviembre de 2020) fue un periodista deportivo y relator de partidos de fútbol uruguayo, nacionalizado paraguayo. Así mismo, fue presidente de la Asociación de Hospitales y Sanatorios Privados del Paraguay.

## Biografía
En 1999 se radicó en Asunción y ejerció el periodismo radial y televisivo. Fue técnico anestesista y gerente general de un nosocomio privado de la capital paraguaya. Fue jefe de deportes de Radio Centenario y Radio Oriental del Uruguay. Fue jefe de deportes de Radio 970, comentarista de Radio 1, comentarista del programa "Fútbol a lo grande" por la radio 1 de Marzo en Paraguay. Realizó coberturas periodísticas de los mundiales de Estados Unidos 1994, Francia 1998, Corea-Japón 2002, Copa América, en Chile y otros países. Falleció en Asunción, el 24 de noviembre de 2020 por complicaciones de COVID-19.